# Stoebe
Genre
Classification phylogénétique
Stoebe est un genre de plante à fleurs de la famille des Asteraceae.

## Liste d'espèces
Selon NCBI (15 août 2010) :
- Stoebe aethiopica
- Stoebe cinerea
- Stoebe cryptophylla
- Stoebe kilimandscharica
- Stoebe muirii
- Stoebe passerinoides - branle blanc, arbrisseau endémique de l'île de La Réunion